# 100 toeristische trekpleisters van Bulgarije
100 toeristische trekpleisters van Bulgarije is een Bulgaarse nationale beweging, opgericht in 1966 om het toerisme te promoten met de belangrijkste culturele, historische en natuurlijke bezienswaardigheden in Bulgarije.
Als onderdeel van dit programma zijn locaties van culturele en historische betekenis geselecteerd, variërend van historische plaatsen en monumenten tot archeologische en architectonische heiligdommen, musea, kloosters, maar ook nationale parken, bergtoppen en andere geologische verschijnselen. Elk van de gekozen bezienswaardigheden heeft zijn eigen individuele zegel, deze zegel wordt gestempeld in de pagina's van een paspoortachtig boekje uitgegeven door de Bulgaarse Toeristenbond (BTU). Een boekje kan worden gekocht bij elke toeristische dienst of ter plaatse op een van de locaties en kost een symbolische 1 lev. Het boekje wordt geleverd met een aparte kaart met de lijst van alle bezienswaardigheden, hun adressen en openingstijden. Het maximale aantal verzamelzegels per boekje is 100 en, in tegenstelling tot de titel van de beweging, overschrijdt het exacte aantal officiële sites het aantal 100.

## Beloningsregeling
Er is een beloningssysteem ontwikkeld om het verzamelen van zoveel mogelijk postzegels te stimuleren. Afhankelijk van het aantal ingezamelde postzegels kunnen deelnemers bronzen, zilveren of gouden badges ontvangen. Met 25 postzegels wordt brons verdiend, met 50 postzegels zilver en met 100 postzegels (een compleet boekje) goud. Het Nationaal Organisatiecomité van de BTU houdt elk jaar in augustus een loterij voor de badge-verdieners van het voorgaande jaar. Prijzen omvatten binnenlandse en buitenlandse excursies, fietsen, tenten, slaapzakken en andere reisgerelateerde artikelen.
Enkele bezienswaardigheden in het oorspronkelijke programma benadrukten de Bulgaarse communistische regering, die op 10 november 1989 instortte. In 2003 verwijderde de BTU veel van deze plaatsen van de officiële lijst. Zowel de originele als de huidige lijsten verschijnen hieronder. De lijst heeft sindsdien kleine wijzigingen ondergaan in 2007, 2008 en 2009.